# Exoprosopa richteri
Exoprosopa richteri är en tvåvingeart som beskrevs av Lindner 1979. Exoprosopa richteri ingår i släktet Exoprosopa och familjen svävflugor.
Artens utbredningsområde är Iran. Inga underarter finns listade i Catalogue of Life.